# Liesbeth Coops
Maria Elisabeth (Liesbeth) Coops (Den Haag, 23 maart 1953 - Amsterdam, 13 december 2017) was een Nederlands  actrice.
Ze was dochter van Marianne de Buck en Willem Albert Coops. Zelf trouwde ze met acteur Kees Hulst, die ze op de toneelschool had leren kennen. Zij kregen twee kinderen: zoon Jan Hulst (1987, theaterregisseur) en zoon Pieter Hulst (1989, televisiepresentator).
Coops kreeg haar opleiding aan de Amsterdamse Toneelschool aan de Marnixstraat 150. Nadat ze was afgestudeerd ging ze onder meer werken bij Toneelgroep Globe en Theaterunie. Ze stond diverse keren op de planken onder bijvoorbeeld de leiding van Gerardjan Rijnders, waarbij de vertolkingen in Rap en z’n maat (Yvonne Keuls) en De Kersentuin opvielen. Na haar huwelijk viel haar loopbaan stil, maar ze was af en toe nog te zien met name met televisierollen.  Ze was te zien in Zwerfsters, Den Uyl en de affaire Lockheed, 12 steden, 13 ongelukken, Goede tijden, slechte tijden en Baantjer.
Liesbeth Coops overleed door zelfdoding. Ze werd 64 jaar. Zoon Jan maakt in 2023 de voorstelling Lieve vrienden, familie, genodigden over nabestaanden die moeten omgaan met zelfdoding van een dierbare.

## Externe Links
- Een overzicht van toneelstukken met Liesbeth Coops in de theaterencyclopedie.
- Liesbeth Coops in het toneelstuk Een soort Alaska van Harold Pinter (1988)